# Zeller Glacier
Zeller Glacier är en glaciär i Antarktis. Den ligger i Östantarktis. Australien gör anspråk på området. Zeller Glacier ligger 1 128 meter över havet.
Terrängen runt Zeller Glacier är varierad. Trakten är obefolkad. Det finns inga samhällen i närheten.